# Eclipse (guitar)
 For alternative betydninger, se Eclipse. (Se også artikler, som begynder med Eclipse)
Eclipse er en af ESPs standard guitarmodeller i serien ESP USA. Udseendet minder meget om Gibson Les Paul-model.